# گونار هویر
گونار هویر (انگلیسی: Gunnar Höjer؛ ۲۷ ژانویه ۱۸۷۵ – ۱۳ مارس ۱۹۳۶) ژیمناستیک هنری اهل سوئد بود.
وی در مسابقات کشوری و بین‌المللی در مجموع برندهٔ ۱ مدال طلا شده‌است.